# Boisset, Haute-Loire
Boisset là một xã thuộc tỉnh Haute-Loire nam trung bộ nước Pháp. Xã Boisset, Haute-Loire nằm ở khu vực có độ cao trung bình 880 mét trên mực nước biển.